# Bob Marlette
Robert Roy "Bob" Marlette (Lincoln, 7 de diciembre de 1955) es un productor discográfico, ingeniero de sonido, teclista y compositor estadounidense. Inició su carrera como músico de sesión en la grabación del álbum 24 Carrots de Al Stewart. Desde entonces se ha desempeñado como teclista y compositor, trabajando con artistas y bandas como Tracy Chapman, John Wetton, Laura Branigan, Anvil, Alice Cooper, Adrian Vandenberg, Quiet Riot y Krokus.

## Discografía seleccionada
- 1980 -	Al Stewart - 24 Carrots
- 1981 -	Shot in the Dark - Shot in the Dark
- 1984 -	Andy Fraser - Fine, Fine Line
- 1987 -	Laura Branigan - Touch
- 1988 -	Tracy Chapman - Tracy Chapman
- 1989 -	Marshall Crenshaw - Good Evening
- 1989 -	Neal Schon - Late Nite
- 1992 -	John Wetton - Voice Mail
- 1995 -	The Storm - Eye Of The Storm
- 1997 -	John Wetton - Arkangel
- 1998 -	Black Sabbath - Reunion
- 1999 -	Marilyn Manson - The Last Tour on Earth
- 1999 -	Quiet Riot - Alive and Well
- 2000 -	Alice Cooper - Brutal Planet
- 2000 -	Tony Iommi - Iommi
- 2000 -	Michael Sweet - Truth
- 2002 -	Alice Cooper - Dragontown
- 2007 -	Airbourne - Runnin' Wild
- 2008 -	Black Stone Cherry - Folklore and Superstition
- 2011 -	Anvil - Juggernaut of Justice
- 2011 -	Sebastian Bach - Kicking & Screaming
- 2013 -	Rob Zombie - Venomous Rat Regeneration Vendor
- 2013 -	Filter - The Sun Comes Out Tonight